# Mademoiselle Caroline
Mademoiselle Caroline, pseudonyme de Caroline Capodanno, est une blogueuse, illustratrice et auteure de bande dessinée française née le 4 mars 1974. Elle est l'auteure de plusieurs ouvrages d'inspiration autobiographique à partir du début des années 2000, comme Enceinte, Chute libre : carnets du gouffre et Ma vie d'artiste. Elle dessine également La Différence invisible.

## Biographie
Caroline Capodanno intègre l'école privée Penninghen, à Paris, où elle suit les cours pendant cinq ans. Son premier contrat de travail est conclu avec une agence de communication puis, en parallèle de ses activités de bédéaste, elle « est aussi illustratrice pour des agences de pub afin d'arrondir ses fins de mois difficiles »,. En 2000, elle quitte Paris pour s'installer en Haute-Savoie et en 2008, elle ouvre son blog : Le Journal d'en Haut ; en termes d'influence, elle « voue un culte sans partage » à Claire Bretécher.
Mère de trois enfants, elle réalise plusieurs ouvrages d'inspiration autobiographique,. Après un premier livre, Enceinte, publié en auto-édition (2004), elle poursuit sur le thème de la maternité (Enceinte ! C'est pas une mince affaire en 2010). En 2011, Mamaaaaan ?! Quoi encore ? (City Éditions), qui fait suite à Enceinte, dépeint « avec tendresse et humour » la vie d'une mère de jeunes enfants. En 2012 paraît Quitter Paris, toujours d'inspiration d'autobiographique, dans lequel l'auteure raconte son installation, avec son conjoint, en Haute-Savoie.
En 2013 paraît Chute libre : carnets du gouffre, récit narrant ses épisodes dépressifs entre 2003 et 2010,. Elle entreprend plusieurs thérapies, sans parvenir à guérir, avant de rencontrer le psy qui lui convient. Durant cette affection, elle tient des carnets dessinés de ses impressions : ces carnets forment la trame du futur roman graphique. L'ouvrage reçoit un accueil critique positif sur Actua BD, BD Gest', BoDoï, ainsi que dans la presse généraliste,.
Adaptant une œuvre de Julien Blanc-Gras, Touriste (paru en 2011 aux éditions Diable Vauvert), Mademoiselle Caroline en propose une version illustrée en 2015 (Delcourt). L'album reçoit un accueil plutôt mitigé,. En parallèle, Le mariage pour les nuls paraît la même année.
Mademoiselle Caroline réalise en 2016 une affiche pour l'association Arcades afin d'encourager au dépistage du cancer du sein ; en 2017, cette affiche suscite la controverse,.
S'associant avec Julie Dachez et Fabienne Vaslet pour le scénario, Mademoiselle Caroline dessine La Différence invisible (Delcourt, 2016) qui met en scène le parcours de Marguerite, jeune femme qui se découvre autiste Asperger et décide de changer de vie. L'ouvrage obtient un accueil favorable dans la presse. Dans ce récit « plein d'humour », la dessinatrice illustre les angoisses du personnage principal par l'utilisation du noir et d'un rouge agressif ; lorsque Marguerite change de vie, les couleurs « éclatantes » traduisent son sentiment de libération. Le livre reçoit un accueil très enthousiaste dans plusieurs médias bédéphiles, comme Actua BD ou BDZoom. 
En 2018, elle publie un nouvel ouvrage d'inspiration autobiographique, Ma Vie d'artiste, dans lequel elle retrace son parcours avec « beaucoup d'humour et d'autodérision »,.
En 2019 sort L'Homme, un recueil des notes publiées dans son blog, ayant pour sujet son homme. C'est le premier volume d'une nouvelle série Carnet d'aventures ordinaires, suivi par La lose et Les potes.
En 2020, Adoleschiante est publié, toujours aux éditions Delcourt, avec Marie Donzelli au scénario. Aux éditions Delcourt toujours, elle publie également À volonté - tu t'es vue quand tu manges ? écrit à 4 mains avec Mathou.
En 2021, elle publie Le journal de Célia, aux éditions Vuibert, retraçant le parcours d'une infirmière.
En 2025, elle publie aux éditions Glénat Chère Maman (les mères aussi peuvent êtres toxiques), sur un scénario de Sophie Adriansen, qui retrace le parcours d'une jeune mère de famille subissant le comportement intrusif et nocif de sa propre mère. L'album est sélectionné pour le Grand prix BD ELLE 2025.

## Œuvres
- Enceinte (scénario et dessin), auto-édition, 2004
- Enceinte ! C'est pas une mince affaire, City Éditions, 2010  (ISBN 978-2-352-88442-2)
- -3 kilos avant le maillot, Kantik, 2011  (ISBN 978-2-357-08048-5)
- Mamaaaaan ?! Quoi encore ?, City Éditions, 2011  (ISBN 978-2-352-88703-4)
- Quitter Paris, City Éditions, 2012  (ISBN 978-2-352-88853-6)
- Chute libre : carnets du gouffre, Delcourt, coll. « Mirages », 2013  (ISBN 978-2-7560-4150-6)
- Je commence lundi, le régime anti-régime, City Éditions, 2013  (ISBN 978-2-8246-0259-2)
- Le mariage pour les nuls en bd, Delcourt - First Éditions, coll. « Pour les nuls en BD », 2015  (ISBN 978-2-7540-7673-9)
- Touriste, scénario de Julien Blanc-Gras, Delcourt, coll. « Mirages », 2015  (ISBN 978-2-7560-6032-3)
- La Différence invisible, scénario de Julie Dachez et Fabienne Vaslet, Delcourt, coll. « Mirages », 2016  (ISBN 978-2-7560-7267-8)
- Ma vie d'artiste, Delcourt, coll. « Humour de rire », 2018  (ISBN 978-2-7560-9495-3)
- Mon programme anti-dépression (idée, textes et dessin), avec Christophe André (textes additionnels), Éditions de L'Iconoclaste, 2018  (ISBN 979-1095438663)
- Léa Bordier (scénario), Cher corps[25], Éditions Delcourt, 2019  (ISBN 978-2-413-01359-4)
- L'Homme, Delcourt, coll. Humour De Rire.

1. Carnet d'aventures ordinaires, octobre 2019  (ISBN 2413022783)

- Adoleschiante, scénario de Marie Donzelli et Mlle Caroline, Delcourt, coll. Mirages, 2020  (ISBN 978-2-413-00180-5)
- Du brouillard dans la tête : la dépression expliquée aux enfants, texte de Judith Rieffel, éditions Desclée de Brouwer, 2020  (ISBN 978-2-220-09661-2)
- Un enfant à 40 ans : tous les conseils pour une grossesse sereine (dessin), texte d'Émilie Yana, Larousse, 2020  (ISBN 978-2-03-597162-3)
- La lose, Delcourt, 2020  (ISBN 978-2-413-03045-4)
- Slow conso : stop : on ralentit (dessin), texte de Caroline de Surany, Marabout, coll. Marabulles, 2020  (ISBN 978-2-501-13323-4)
- À volonté - tu t'es vue quand tu manges ?, Mademoiselle Caroline et Mathou, éditions Delcourt, 2020  (ISBN 978-2-413-02433-0)
- Les potes, Delcourt, 2021  (ISBN 978-2-413-02662-4)
- Avec Célia, le Journal de Célia, infirmière au temps du Covid, éditions Vuibert, 2021,  (ISBN 2311662910)
- Les Rescapés du burn-out, comment surmonter le mal du travail (dessin), textes de Philippe Zawieja et Jean-François Marmion, Les Arènes, 2023  (ISBN 979-1037508478)
- Protocole Commotion[26], Delcourt, 2023  (ISBN 9782413077794)
- Chère Maman (les mères aussi peuvent être toxiques), scénario Sophie Adriansen, Glénat, 2025  (ISBN 9782344062128)

#### Chroniques
- Benoît Cassel, « Chute libre », sur Planète BD, 17 septembre 2013.
- Emilien Cousin, « La Différence invisible », sur Planète BD, 20 septembre 2016.
- Valérie Fournier, « Chute libre, carnets du gouffre, de Mademoiselle Caroline », sur femina.ch, 22 janvier 2014.
- Magali Grandet, « Le syndrome d’Asperger expliqué en BD », Ouest-France,‎ 4 octobre 2016 (lire en ligne).
- Mathilde Guegan, « La Différence invisible », sur BoDoï, 10 octobre 2016.
- Candice Mahout, « Maman ?! Quoi encore ?!, la nouvelle BD de Mademoiselle Caroline », sur bfmtv.com, 15 février 2016.
- Delphine Peras, « Livres : Mademoiselle Caroline, Illouz, Arletty, Wallace... Ma vie d'artiste », L'Express,‎ 5 novembre 2018 (lire en ligne).
- Catherine Robin, « Chute libre - Carnets du gouffre », Elle,‎ 22 novembre 2013 (lire en ligne).
- David Taugis, « Quitter Paris - Par Mademoiselle Caroline - Delcourt », sur Actua BD, 2 avril 2017.
- Minh Tran Huy, « Naissance d'une passion », Madame Figaro,‎ 28 décembre 2018.
- S. Salin, « Quitter Paris - Vous en rêvez ? Je l'ai fait ! », sur BD Gest', 7 avril 2017.
- S. Salin, « La différence Invisible », sur BD Gest, 26 septembre 2016.
- Eric Guillaud, « Chroniques de Noël : Ma vie d’artiste, un récit autobiographique de mademoiselle Caroline », sur france3-regions.blog.francetvinfo.fr, 18 décembre 2018.

#### Interviews
- Mademoiselle Caroline (interviewée) et Laurence Le Saux, « BD : La “Chute libre” salvatrice de Mademoiselle Caroline », Télérama,‎ 5 novembre 2013 (lire en ligne).
- Mademoiselle Caroline (interviewée) et Benjamin Roure, « Mademoiselle Caroline, chronique d’une dépression », sur BoDoi, 19 décembre 2013.
- Mademoiselle Caroline (interviewée) et Thierry Lemaire, « Mademoiselle Caroline (Chute libre) : "Si je n’avais pas rencontré un 4e psy, je ne serais pas là pour en parler" », sur Actua BD, 25 octobre 2013.
- Julie Dachez (interviewée), Mademoiselle Caroline (interviewée) et L. Gianati, « Différence invisible et flagrante indifférence. Entretien avec Julie Dachez et Mademoiselle Caroline », sur BD Gest, 29 août 2016.
- Mademoiselle Caroline (interviewée) et Arthur Police, « Mademoiselle Caroline: "Une complicité avec d’autres femmes" », sur blogs.lexpress.fr, 18 juillet 2014.
- Mademoiselle Caroline (interviewée) et Sophie Torlotin, « Mademoiselle Caroline, auteure du roman Chute Libre », sur rfi.fr, 22 octobre 2013.